# Сателлиты (биология)
Сателли́ты (англ. Satellites) — в вирусологии группа субвирусных агентов, состоящих из нуклеиновой кислоты, которым для размножения в хозяйской клетке необходимо, чтобы она была заражена другим, хозяйским или вспомогательным, вирусом.
Согласно Международному кодексу классификации и номенклатуры вирусов, сателлиты, не обладающие капсидом (Satellite nucleic acids), обязательно должны включать в научное название таксонов следующие суффиксы: -satellite для родов, -satellitidae для семейств и так далее.
Сателлиты не следует путать с сателлитной ДНК.
Геном сателлитов содержит до 359 нуклеотидов у Satellite Tobacco Ringspot Virus RNA (STobRV).

## Классификация
Если сателлит кодирует белки оболочки, окружающие молекулу нуклеиновой кислоты — капсид, то он называется вирусом-сателлитом. Вирус-сателлит мимивируса, подавляющий репликацию вируса-хозяина, был назван вирофагом, позже так же названы другие вирусы-сателлиты семейства Lavidaviridae. Существует точка зрения, что из-за отсутствия фундаментальных различий между вирофагами и классическими вирусами-сателлитами, название «вирофаги» использоваться не должно.
Сателлиты делятся на следующие группы:
- Вирусы-сателлиты[5]
- Satellite nucleic acids
  - Alphasatellitidae[6]
  - Tolecusatellitidae[6]
  - Неклассифицированные сателлитные нуклеиновые кислоты